# 回帰軌道
回帰軌道（かいききどう）は、地球（または他の天体）を周回する人工衛星の軌道の一種。1日のうちに角度をずらしながら地球上空を複数回周回し、かつ同じ地点の上空を毎日1回以上通過する軌道。

## 概要
同じ地点の上空を通過することを回帰すると言い、回帰に必要な地球の周回数を回帰数、回帰に要する日数を回帰日数と言う。回帰軌道における回帰日数は常に1である。1日単位で同じ地点を通過する特徴による利点の一つとして、特定の地点に設置した地上基地局と毎日交信が可能なことが挙げられる。
回帰軌道に類似するものとして、回帰日数が1よりも多い日数で周回する軌道を準回帰軌道と呼び、細かく角度をずらしながら地球を周回することから地球全土を定期的にくまなく観測する地球観測衛星などに適している。回帰日数の例として、だいちは46日、だいち2号は14日で回帰する軌道である。
準回帰軌道と太陽同期軌道の特徴を持った軌道は太陽同期準回帰軌道と呼ばれ、太陽となす角度が一定であることから、あらゆる観測地点において一定の時刻の陽の当たり方の画像を取得することができる。なお、光学衛星の場合は午前10時ごろが観測条件がよいとされる。

## 註
1. ↑  “■地球観測衛星の軌道とは・・・”. JAXA. 2006年11月29日時点のオリジナルよりアーカイブ。2011年10月31日閲覧。
2. ↑  “「だいち2号」FAQ〜よくあるご質問: だいち2号特設サイト”. ファン!ファン!JAXA!. 2024年8月6日閲覧。